# El Chorreador
El Chorreador es un núcleo de población español del municipio de Huércal-Overa, perteneciente a la provincia de Almería, en la comunidad autónoma de Andalucía.

## Toponimia
El nombre del lugar puede encontrarse escrito con las grafías El Chorreador y Chorrador.

## Historia
Hacia mediados del siglo XIX, el lugar era referido como una aldea ya por entonces perteneciente al municipio de Huércal-Overa. Aparece descrito en el séptimo volumen del Diccionario geográfico-estadístico-histórico de España y sus posesiones de Ultramar de Pascual Madoz con las siguientes palabras:

CHORRADOR: ald. del térm. municipal de Huercalovera (V.) de donde dista 2 leg., en la prov. de Almeria, part. jud. del mismo Huercalovera, dióc. de Cartagena. Tiene 64 casas que forman 2 calles principales y 3 traveseras, una pequeña plaza y una parroquia dedicada á Ntra. Sra. de Soterraña. pobl., riqueza y contr. con el ayunt.
(Madoz, 1847, p. 343)

En 2023, el núcleo de población de El Chorreador, encuadrado dentro de la entidad singular de Santa María de Nieva, a su vez perteneciente a la colectiva de Diputación de Santa María de Nieva, tenía empadronados 18 habitantes.